# John Henry Caldwell
John Henry Caldwell, född 4 april 1826 i Huntsville i Alabama, död 4 september 1902 i Jacksonville i Alabama, var en amerikansk militär och politiker (demokrat). Han var ledamot av USA:s representanthus 1873–1877. Caldwell avancerade till överstelöjtnant i sydstatsarmén i amerikanska inbördeskriget.
Caldwell sårades den 30 juni 1862 i slaget vid Glendale i Henrico County i Virginia och fick avsked från CSA:s militär ett år senare.
År 1873 efterträdde Caldwell Peter Myndert Dox som kongressledamot och efterträddes år 1877 av Robert F. Ligon.
Caldwell är begravd på Jacksonville Cemetery i Jacksonville i Alabama. Han var gift med Mary Darthula Greer.